# Acacia howittii
Acacia howittii — вид квіткових рослин з родини бобових. Ареал: Австралія (Вікторія, Південна Австралія).

## Середовище
Росте у вологому лісі.

## Біоморфологічна характеристика
Це витончений кущ або невелике деревце 3–9 метрів заввишки. Має пониклі й тонкі гілочки з опушеними ребрами. Філодії мають довжину до 2 см і ширину від 4 до 8 мм, вони тонкі, темно-зелені, від вузькоеліптичної до ланцетної форми з двома-трьома чіткими жилками на кожній грані. У жовтні (в Австралії) поодинці або парами в пазухах листків з'являються кулясті блідо-жовті квіткові голови, які містять від 12 до 20 квіток. Після цвітіння утворюються прямі стручки в довжину до 6 см; вони від твердо-коричневого до тонкошкірого кольору мають вузько-продовгувату або лінійну форму завширшки від 4 до 5 мм і здебільшого голі, але запушені на краях. Насіння всередині розташоване поздовжньо; воно блискуче темно-коричневе, має довгасту форму, у довжину 3–4 мм.

## Використання
Це привабливий і вогнезахисний вид, тому його використовують у вирощуванні.